# Staffan Bergsten
Per Nils Staffan Bergsten, född 12 november 1932 i Örebro, död 8 januari 2022 i Uppsala, var en svensk författare, litteraturvetare och litteraturkritiker.

## Verksamhet
Bergsten var sedan 1960 docent i litteraturhistoria med poetik vid Uppsala universitet och var universitetslektor i litteraturvetenskap från 1974. Han skrev sin doktorsavhandling om T.S. Eliot, och skrev även senare åtskilligt om poesi. Bland de författare han behandlade märks Erik Johan Stagnelius, Gustaf Fröding, Erik Axel Karlfeldt, Tomas Tranströmer och Katarina Frostenson. Han skrev en bok om den svenska poesins historia, och ägnade sig mycket åt folkbildande föreläsningar i ämnet.
Staffan Bergsten blev rikskänd när han under åren 1968–1991 medverkade i radioprogrammet Svar idag i Sveriges Radio P1, där han svarade på lyssnares frågor om litteratur. Han var också litteraturkritiker i Upsala Nya Tidning.
Bergsten gav även ut flera romaner. Han är begravd på Uppsala gamla kyrkogård.